# Concistori di papa Benedetto XV

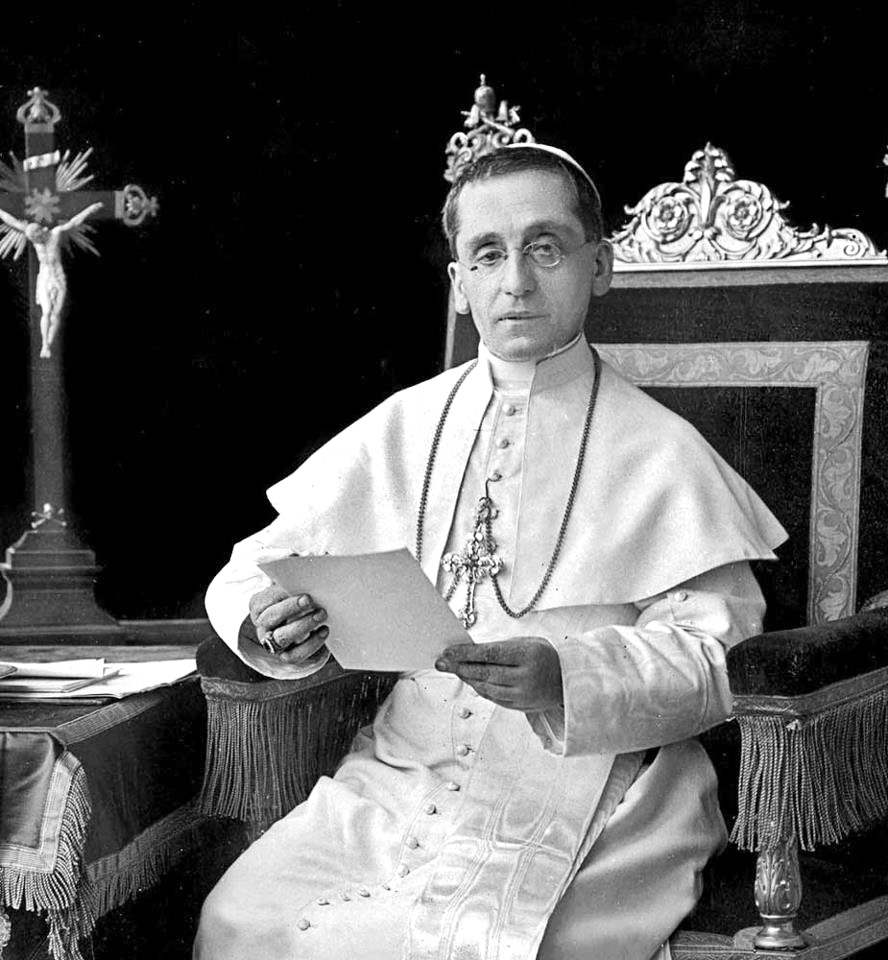
Papa Benedetto XV

Questa voce raccoglie l'elenco completo dei concistori per la creazione di nuovi cardinali presieduti da papa Benedetto XV, con l'indicazione di tutti i cardinali creati (32 nuovi cardinali in 5 concistori). Tra i porporati figura il suo immediato successore al soglio pontificio: Pio XI. I nominativi sono posti in ordine di creazione.

## 6 dicembre 1915
- Giulio Tonti, arcivescovo titolare di Ancira, nunzio apostolico in Portogallo; creato cardinale presbitero dei Santi Silvestro e Martino ai Monti; deceduto l'11 dicembre 1918.
- Alfonso Maria Mistrangelo, Sch.P., arcivescovo metropolita di Firenze; creato cardinale presbitero di Santa Maria degli Angeli; deceduto il 7 novembre 1930;
- Giovanni Cagliero, S.D.B., arcivescovo titolare di Sebastea, delegato apostolico per Costa Rica, Nicaragua e Honduras; creato cardinale presbitero di San Bernardo alle Terme; deceduto il 28 febbraio 1926;
- Andreas Frühwirth, O.P., arcivescovo titolare di Eraclea di Europa, nunzio apostolico in Baviera; creato cardinale presbitero dei Santi Cosma e Damiano (pro illa vice) (titolo ricevuto il 7 dicembre 1916); deceduto il 9 febbraio 1933;
- Raffaele Scapinelli di Leguigno, arcivescovo titolare di Laodicea di Siria, nunzio apostolico in Austria-Ungheria; creato cardinale presbitero di San Girolamo degli Schiavoni (titolo ricevuto il 7 dicembre 1916); deceduto il 16 settembre 1933;
- Giorgio Gusmini, arcivescovo metropolita di Bologna; creato cardinale presbitero di Santa Susanna; deceduto il 24 agosto 1921.

## 4 dicembre 1916
- Pietro La Fontaine, patriarca di Venezia; creato cardinale presbitero dei Santi Nereo e Achilleo; deceduto il 9 luglio 1935;
- Vittorio Amedeo Ranuzzi de' Bianchi, arcivescovo titolare di Tiro, maestro di camera della Corte Pontificia; creato cardinale presbitero di Santa Prisca; deceduto il 16 febbraio 1927;
- Donato Raffaele Sbarretti Tazza, arcivescovo titolare di Efeso, assessore della S.C. del Sant'Uffizio; creato cardinale presbitero di San Silvestro in Capite; deceduto il 1º aprile 1939;
- Auguste-René-Marie Dubourg, arcivescovo metropolita di Rennes; creato cardinale presbitero di Santa Balbina; deceduto il 22 settembre 1921;
- Louis-Ernest Dubois, arcivescovo metropolita di Rouen; cardinale presbitero (pro illa vice) di Santa Maria in Aquiro (riservato in pectore, pubblicato il 7 dicembre); deceduto il 23 settembre 1929;
- Tommaso Pio Boggiani, O.P., arcivescovo titolare di Edessa di Osroene, assessore della S.C. Concistoriale, segretario del Sacro Collegio; creato cardinale presbitero dei Santi Quirico e Giulitta; deceduto il 26 febbraio 1942;
- Alessio Ascalesi, C.PP.S,, arcivescovo metropolita di Benevento; creato cardinale presbitero di San Callisto; deceduto l'11 maggio 1952;
- Louis-Joseph Maurin, arcivescovo metropolita di Lione; creato cardinale presbitero della Santissima Trinità al Monte Pincio; deceduto il 16 novembre 1936;
- Adolf Bertram, arcivescovo metropolita di Breslavia; creato cardinale presbitero di Sant'Agnese fuori le mura (riservato in pectore, pubblicato il 5 dicembre 1919); deceduto il 6 luglio 1945;
- Nicolò Marini, segretario del Supremo Tribunale della Segnatura Apostolica; creato cardinale diacono di Santa Maria in Domnica; deceduto il 27 luglio 1923;
- Oreste Giorgi, segretario della S.C. del Concilio; creato cardinale diacono di Santa Maria in Cosmedin; deceduto il 30 dicembre 1924.

## 15 dicembre 1919
- Filippo Camassei, patriarca di Gerusalemme dei Latini; creato cardinale presbitero di Santa Maria in Ara Coeli e deceduto il 18 gennaio 1921;
- Augusto Silj, vice-camerlengo di Santa Romana Chiesa; creato cardinale presbitero di Santa Cecilia; deceduto il 27 febbraio 1926;
- Juan Soldevilla y Romero, arcivescovo metropolita di Saragozza; creato cardinale presbitero di Santa Maria del Popolo (titolo ricevuto il 22 aprile 1920); deceduto il 4 giugno 1923;
- Teodoro Valfrè di Bonzo, arcivescovo titolare di Trebisonda, nunzio apostolico in Austria-Ungheria; creato cardinale presbitero di Santa Maria sopra Minerva e deceduto il 25 giugno 1922;
- Aleksander Kakowski, arcivescovo metropolita di Varsavia; creato cardinale presbitero di Sant’Agostino; deceduto il 30 dicembre 1938;
- Edmund Dalbor, arcivescovo metropolita di Gniezno-Poznań; creato cardinale presbitero di San Giovanni a Porta Latina; deceduto il 13 febbraio 1926.

## 7 marzo 1921
- Francesco Ragonesi, arcivescovo titolare di Mira, nunzio apostolico in Spagna; creato cardinale presbitero di San Marcello; deceduto il 14 settembre 1931;
- Michael von Faulhaber, arcivescovo metropolita di Monaco e Frisinga; creato cardinale presbitero di Sant'Anastasia; deceduto il 12 giugno 1952;
- Dennis Joseph Dougherty, arcivescovo metropolita di Filadelfia; creato cardinale presbitero dei Santi Nereo e Achilleo; deceduto il 31 maggio 1951;
- Juan Bautista Benlloch y Vivó, arcivescovo metropolita di Burgos; creato cardinale presbitero di Santa Maria in Ara Coeli (titolo ricevuto il 16 giugno 1921); deceduto il 14 febbraio 1926;
- Francisco de Asís Vidal y Barraquer, arcivescovo metropolita di Tarragona; creato cardinale presbitero di Santa Sabina (titolo ricevuto il 16 giugno 1921); deceduto il 13 settembre 1943;
- Karl Joseph Schulte, arcivescovo metropolita di Colonia; creato cardinale presbitero dei Santi Quattro Coronati; deceduto l'11 marzo 1941.

## 13 giugno 1921
- Giovanni Tacci Porcelli, maestro di camera della Corte Pontificia; creato cardinale presbitero di Santa Maria in Trastevere; deceduto il 30 giugno 1928;
- Achille Ratti, arcivescovo metropolita di Milano; creato cardinale presbitero dei Santi Silvestro e Martino ai Monti; poi eletto papa con il nome di Pio XI il 6 febbraio 1922; deceduto il 10 febbraio 1939;
- Camillo Laurenti, segretario della S.C. de Propaganda Fide; creato cardinale diacono di Santa Maria della Scala; deceduto il 6 settembre 1938.